# Swiss Indoors 2009 - Qualificazioni singolare
Le qualificazioni del singolare allo Swiss Indoors 2009 sono state un torneo di tennis preliminare per accedere alla fase finale della manifestazione. I vincitori dell'ultimo turno sono entrati di diritto nel tabellone principale. In caso di ritiro di uno o più giocatori aventi diritto a questi sono subentrati i lucky loser, ossia i giocatori che hanno perso nell'ultimo turno ma che avevano una classifica più alta rispetto agli altri partecipanti che avevano comunque perso nel turno finale.
Le qualificazioni del torneo Swiss Indoors  2009 prevedevano 16 partecipanti di cui 4 sono entrati nel tabellone principale.

## Teste di serie
1. Evgenij Korolëv (Qualificato)
2. Olivier Rochus (Qualificato)
3. Florent Serra (ultimo turno)
4. Frederico Gil (primo turno)

1. Peter Luczak (Qualificato)
2. Michael Lammer (primo turno)
3. Jan Hájek (ultimo turno)
4. Michael Berrer (ultimo turno)

## Qualificati
1. Evgenij Korolëv
2. Olivier Rochus

1. Peter Luczak
2. Michael Lammer

## Tabellone

### Legenda
| - Q = Qualificato - WC = Wild card - LL = Lucky loser | - ALT = Alternate - SE = Special Exempt - PR = Protected Ranking | - w/o = Walkover - r = Ritirato - d = Squalificato |

### Sezione 1
|  | Primo turno | Primo turno     | Primo turno     | Primo turno | Primo turno |  |  | Ultimo turno | Ultimo turno    | Ultimo turno    | Ultimo turno | Ultimo turno |  |
|  |             |                 |                 |             |             |  |  |              |                 |                 |              |              |  |
|  | 1           | Evgenij Korolëv | Evgenij Korolëv | 6           | 6           |  |  |              |                 |                 |              |              |  |
|  |             | Sandro Ehrat    | Sandro Ehrat    | 1           | 0           |  |  | 1            | Evgenij Korolëv | Evgenij Korolëv | 6            | 6            |  |
|  | 7           | Jan Hájek       | Jan Hájek       | 6           | 7           |  |  | 7            | Jan Hájek       | Jan Hájek       | 3            | 1            |  |
|  |             | George Bastl    | George Bastl    | 4           | 63          |  |  |              |                 |                 |              |              |  |

### Sezione 2
|  | Primo turno | Primo turno       | Primo turno       | Primo turno | Primo turno |  |  | Ultimo turno | Ultimo turno   | Ultimo turno | Ultimo turno | Ultimo turno |  |
|  |             |                   |                   |             |             |  |  |              |                |              |              |              |  |
|  | 2           | Olivier Rochus    | 4                 | 6           | 7           |  |  |              |                |              |              |              |  |
|  |             | Josselin Ouanna   | 6                 | 3           | 64          |  |  | 2            | Olivier Rochus | 65           | 6            | 6            |  |
|  | 8           | Michael Berrer    | Michael Berrer    | 6           | 6           |  |  | 8            | Michael Berrer | 7            | 3            | 2            |  |
|  |             | Alexander Sadecky | Alexander Sadecky | 3           | 4           |  |  |              |                |              |              |              |  |

### Sezione 3
|  | Primo turno | Primo turno            | Primo turno  | Primo turno | Primo turno |  |  | Ultimo turno | Ultimo turno  | Ultimo turno | Ultimo turno | Ultimo turno |  |
|  |             |                        |              |             |             |  |  |              |               |              |              |              |  |
|  | 3           | Florent Serra          | 5            | 6           | 6           |  |  |              |               |              |              |              |  |
|  |             | Édouard Roger-Vasselin | 7            | 3           | 3           |  |  | 3            | Florent Serra | 7            | 3            | 4            |  |
|  | 5           | Peter Luczak           | Peter Luczak | 6           | 6           |  |  | 5            | Peter Luczak  | 6            | 6            | 6            |  |
|  |             | Adrian Ungur           | Adrian Ungur | 1           | 3           |  |  |              |               |              |              |              |  |

### Sezione 4
|  | Primo turno | Primo turno    | Primo turno    | Primo turno | Primo turno |  |  | Ultimo turno   | Ultimo turno   | Ultimo turno | Ultimo turno | Ultimo turno |  |
|  |             |                |                |             |             |  |  |                |                |              |              |              |  |
|  |             | Roman Valent   | Roman Valent   | 6           | 7           |  |  |                |                |              |              |              |  |
|  | 4           | Frederico Gil  | Frederico Gil  | 3           | 5           |  |  | Roman Valent   | Roman Valent   | 4            | 7            | 3            |  |
|  |             | Michael Lammer | Michael Lammer | 1           | 6           |  |  | Michael Lammer | Michael Lammer | 6            | 65           | 6            |  |
|  | 6           | Nicolas Kiefer | Nicolas Kiefer | 6           | 5r          |  |  |                |                |              |              |              |  |